# Ривкин, Борис Ильич
Бори́с Ильи́ч Ри́вкин (1937—1995) — советский ученый-антиковед и археолог.
С отличием окончил Московский государственный университет им. М. В. Ломоносова. В 1959 году был принят в Отдел популяризации Государственного музея Изобразительных Искусств им. А. С. Пушкина, где с коротким перерывом проработал до апреля 1972 года.
Специализируясь в области искусства Древнего мира, Борис Ильич Ривкин подготовил большое количество лекционных циклов и отдельных занятий по истории, культуре и искусству Древнего Египта, Междуречья, Древней Греции и Рима. Он с успехом выступал в лектории Музея, на предприятиях и в различных учреждениях Москвы и других городов, на радио и телевидении. В 1965—1966 учебном году читал курс по культуре Древнего мира в Государственном педагогическом институте иностранных языков имени Мориса Тореза.
Со студенческих лет Борис Ильич Ривкин принимал участие в археологических экспедициях ГМИИ на Тамани и в Керчи. Его работа как археолога была отмечена благодарностью руководства Института археологии АН СССР.
Борис Ильич Ривкин — автор книг «В долине Алфея» (1969), «Британский музей» (1980) и «Античное искусство» (1972).
Монография Бориса Ильича Ривкина «Античное искусство» — первая книга из серии «Малая история искусств», совместной работы издательств «Искусство» (СССР, Москва) и «Verlag der Kunst» (ГДР, Дрезден). Автор кратко и популярно рассказывает о развитии архитектуры, скульптуры, живописи и прикладного искусства античного мира. Этот труд начинается с истории возникновения эгейской цивилизации (III—II тысячелетия до н. э.), а завершается падением Римской империи (V в. н. э.). Более двухсот цветных и тоновых иллюстраций, помещенных в книге, знакомят читателя с наиболее значительными произведениями искусства Эгейского мира, Древней Греции и Древнего Рима.